# Barbareskstaterne
Barbareskstaterne, Barbareskkysten eller Berberkysten var i tidlig moderne tid den del af Nordafrikas middelhavskyst, som var hjem for barbareskpiraterne.
Selv om Barbareskkysten havde navn efter berberne, var det først med almohaderne at området blev samlet. Barbareskpiraterne (som stod under de stedlige herskeres beskyttelse, og derfor vel må regnes som kapere) var berygtede i Europa på grund af deres togter i Middelhavet og store dele af Atlanterhavet op til Island, blandt andet fordi deres fanger blev solgt på slavemarkeder på Barbareskkysten. 
Fra det 17. århundrede prøvede de europæiske handelsmagter at bekæmpe kaperne med straffeekspeditioner, og den nederlandske søfarer Michiel Adriaenszoon de Ruyter var blandt andet kendt som kaperjæger. I løbet af det 18. århundrede blev barbareskpiraterne udryddet ved at mange af deres baser blev ødelagt af europæiske straffeekspeditioner (Danmark afsendte således i 1770 "Den Algierske Ekspedition").
Barbareskstaterne indgik aftaler med de søfarende nationer om betaling af tribut for at få piraterne til at lade trafikken være i fred. Sverige betalte således tribut til Marokko frem til 1845, mens Frankrigs erobring af Algeriet i 1830 gjorde en ende på betalingerne dér. Da Danmark i 1814 overdrog Norge til Sverige, og Norge fik sit eget flag, gav dette flag ingen beskyttelse mod piraterne, fordi Norge ingen aftale havde. Derfor måtte norske søfolk frem til 1838 benytte det svenske flag, når de skulle syd for Kap Finisterre.

## Barbaresk-fangefortællingerne
I 1600- og 1700-tallet, hvor Danmark-Norge blev en betydelig søfarts- og handelsnation, blev en række danske og norske sø- og handelsfolk taget til fange af korsarer fra Barbareskstaterne. Ofte blev de holdt som fanger eller gidsler i nogle år og blev derefter løskøbt. I Danmark holdtes landsdækkende indsamlinger for at skaffe penge til løskøbene, og fra 1715 eksisterede der en officiel Slavekasse til dette formål. En bivirkning heraf var, at der med Weekendavisens ord opstod en særlig litterær genre af de løskøbte gidslers senere nedskrevne beretninger, de såkaldte Barbaresk-fangefortællinger. I 2023 foretog lektor emeritus ved Københavns Universitet Jørgen Bæk Simonsen en analyse af en række af disse fangefortællinger i et bidrag til festskriftet for Jakob Skovgaard-Petersen Susanna i badet - essays om mellemøststudier og den offentlige samtale, udgivet af Forlaget Vandkunsten.
Det var personer som kaptajn Lars Diderichsen fra Bergen, der blev kidnappet af marokkanske korsarer ud for Kap Sankt Vincent i 1749 og derefter var slave i seks år i byem Tétouan i Marokko, præsten på Heimaey Ólafur Egilsson, der blev taget til fange ved Tyrkerranet i Island i 1627, og Wilhelm Frederich Ravn, der blev taget som gidsel i Marokko i 1751. Ravn blev ikke gjort til slave, men kunne færdes frit i Marrakesh og arbejdede bl.a. som dyrepasser, gartner og portner, indtil han blev frigivet. Friseren Harck Olufs, der blev bortført til Algier i 1724, blev oprindelig solgt som slave til beyen af Constantine, men fik siden en flot karriere, hvor han blev chef for sin herres livgarde og ryttere, og til sidst vendte hjem til sin fødeø Amrum som en holden mand.